# Marián Šuchančok
Marián Šuchančok (3 luglio 1971) è un ex calciatore slovacco, di ruolo difensore.

## Palmarès

### Club

#### Competizioni nazionali
- Campionato slovacco: 2

Inter Bratislava: 1999-2000, 2000-2001
- Coppa di Slovacchia: 2

Inter Bratislava: 1999-2000, 2000-2001